# リチャード・ウィリアムズ (1759年没)
リチャード・ウィリアムズ（英語: Richard Williams、1699年? – 1759年4月12日）は、グレートブリテン王国の政治家。1742年から1747年まで庶民院議員を務めた。

## 生涯
第2代準男爵サー・ウィリアム・ウィリアムズとジェーン・セルウォール（Jane Thelwall、1665年12月25日 – 1706年、エドワード・セルウォールの娘）の三男として、おそらく1699年に生まれた。兄に第3代準男爵サー・ワトキン・ウィリアムズ＝ウィンとロバート・ウィリアムズがいる。1717年7月11日、オックスフォード大学ベリオール・カレッジに入学した。
1741年イギリス総選挙で兄ワトキンの意向を受け、不承不承ながらもフリント・バラ選挙区から出馬した。開票結果はウィリアムズが280票、ウォルポール内閣の支持をとりつけたホイッグ党候補の初代準男爵サー・ジョージ・ウィンが320票でウィンが当選したが、議会では反ウォルポール派が多数だったため、選挙申し立ての末ウィリアムズの当選が宣告された。
議会では1742年と1744年にハノーヴァー兵への資金援助をめぐる採決で反対票を投じた。1747年イギリス総選挙で立候補せず、議席を叔父の息子キフィン・ウィリアムズに譲った。
1759年4月12日に死去した。

## 家族
ウィリアムズは3度結婚した。
2人目の妻シャーロット・モスティン（Charlotte Mostyn、1740年3月14日没、リチャード・モスティンの娘）とは1729年1月9日に結婚して、1男をもうけた。
- リチャード（1729年2月26日 – 1746年2月19日）[7]

1741年5月5日にアナベラ・ロイド（Annabella Lloyd、1795年8月19日埋葬、チャールズ・ロイドの娘）と再婚、6男4女をもうけた。
- ワトキン（1742年9月30日[7] – 1808年11月30日） - 庶民院議員、子供なし[8]
- アナベラ（1743年10月9日 – 1824年9月13日） - フィリップ・パルストン（Philip Puleston）と結婚、子供あり[7]
- ウィリアム（1745年2月25日 – 1803年4月7日[7]）
- チャールズ（1747年6月18日 – 1747年10月26日） - 夭折[7]
- チャールズ（1748年8月1日[7] – ?）
- リチャード（1749年9月1日[7] – ?） - 生涯未婚[9]
- ジェーン（1751年2月25日 – 1751年9月29日） - 夭折[7]
- ロバート（1752年5月24日[7] – ?） - 生涯未婚[9]
- ジェーン（1755年5月5日[7] – ?） - ロバート・ロイド（Robert Lloyd）と結婚[9]
- アナベラ - エドワード・ガタカー（Edward Gatacre）と結婚[9]